# Le Roi lion 2
Pour les articles homonymes, voir Lion (homonymie).
Série
Le Roi lion
(1994) Le Roi lion 3 : Hakuna Matata 
(2004)
Pour plus de détails, voir Fiche technique et Distribution.
Le Roi lion 2 : L'Honneur de la tribu ou Le Roi lion 2 : La Fierté de Simba au Québec (The Lion King II: Simba's Pride) est le 56e long-métrage d'animation des studios Disney. Sorti directement en vidéo en 1998, il est la suite du Roi lion (1994). Un troisième volet, Le Roi lion 3 : Hakuna Matata, est également sorti directement en vidéo en 2004.
Bien qu'il n'attire pas la même attention que son prédécesseur, le film a reçu des critiques positives de la part des critiques.

## Synopsis
Tous les animaux de la savane sont réunis au rocher des lions pour célébrer la naissance de la princesse Kiara, la fille de Simba et Nala.
Cette jeune lionne est assez aventurière. Un jour, elle fausse compagnie à Timon et Pumbaa, chargés de la surveiller. Elle pénètre alors sur le territoire des lions et des lionnes bannis de la Terre des Lions pour avoir jadis juré allégeance à Scar. Elle rencontre un jeune lion nommé Kovu, fils adoptif de Scar et peut-être biologique de Zira, sa veuve. Cette dernière, minée par la mort de son époux et abreuvée de haine envers Simba, a imaginé un plan diabolique pour l'éliminer afin que Kovu prenne sa place en tant que roi. De son côté, le singe Rafiki prédit grâce à l'esprit de Mufasa, le père décédé de Simba, que Kiara et Kovu se mettront en couple une fois adultes.
Plus tard, devenus adultes, ils se retrouvent. Zira a poussé Kovu à s'entrainer toutes ces années pour tuer Simba. Chassant, Kiara est prise dans un incendie causé par Nuka et Vitani, le frère et la sœur ainés de Kovu. Il s'agit en réalité d'une manœuvre imaginée par Zira pour que ce dernier sauve Kiara, lui donnant ainsi une bonne raison d'être accepté dans la famille de Simba. En suivant son plan, Zira pense que Kovu s'attirera la confiance de celui qu'elle considère comme son ennemi pour endormir sa méfiance et le tuer par surprise.
Conformément à ce que prévoyait Zira, Simba, d'abord méfiant, finit par accorder sa confiance à Kovu. Mais ce dernier, au fur et à mesure qu'il se rapproche de la princesse, se découvre des sentiments pour elle et ne peut se résoudre à obéir à sa mère. Il en oublie bientôt sa mission et décide de ne plus penser à mal envers Kiara et les siens. Mais un jour, Simba ayant emmené Kovu hors de la Terre des Lions, tous deux sont surpris par Zira et ses complices. Zira remercie Kovu de leur avoir livré Simba, qui croit alors à une trahison. Un terrible combat s'engage à l'issue duquel Nuka, le demi-frère de Kovu, meurt, écrasé par une chute de troncs d'arbres. Simba échappe aux griffes des hors-la-loi et rejoint la Terre des Lions. Tenu pour responsable de la mort de son demi-frère par Zira, Kovu s'enfuit rejoindre Simba pour plaider son innocence dans ce guet-apens. Convaincu que Kovu l'a trahi, Simba le condamne à l'exil, au grand désespoir de Kiara. La jeune lionne part retrouver son ami dans la savane et tous deux s'avouent l'amour qu'ils se portent réciproquement.
Rendue furieuse par la mort de son fils, Zira lance une grande offensive contre la Terre des Lions. En plein cœur de la bataille, Kiara et Kovu s'interposent pour apaiser leurs tribus respectives et tous abandonnent alors le combat. Mais Zira est résolue à tuer Simba, qui lui a fait perdre tour à tour son mari, son trône et son fils. Kiara prévoit l'attaque et bouscule Zira. Les deux lionnes culbutent et chutent presque d'une falaise surplombant une rivière tumultueuse. Zira, refusant l'aide de Kiara, tombe et se noie dans les flots. La guerre finie, Kovu, Vitani et les autres hors-la-lois sont réunis sous la direction de Simba et Nala, avec comme futurs souverains Kovu et Kiara.

## Nouveaux personnages
- Kiara (qui signifie « lumière » en swahili) : la fille de Simba et de Nala. Elle est l'héritière du trône de la Terre des Lions mais semble ne pas vouloir y accéder (voir la chanson Nous sommes Un).
- Kovu[1] (qui signifie « cicatrice » en swahili) : le fils adoptif de Scar et le fils (biologique ?) de Zira. Il est formé par sa mère pour tuer Simba afin de venger son beau-père.
- Zira (qui signifie « haine » en swahili) : la mère de Nuka, Vitani et de Kovu et la veuve de Scar. Elle forme alors Kovu dans le but de tuer Simba afin de venger la mort de son mari.
- Nuka[2] (qui signifie « puanteur » en swahili) : le demi-frère de Kovu et semble jaloux de ce dernier. Il trouve injuste que ce ne soit pas à lui que revient l'honneur de venger la mort de Scar, dont il est le fils biologique.
- Vitani (qui signifie « bataille » en swahili) : la demi-sœur de Kovu. Elle aide sa mère à former Kovu et à exécuter le plan pour tuer Simba (en incendiant la prairie où Kiara chassait).

## Fiche technique
- Titre original : The Lion King II: Simba's Pride
- Titre français : Le Roi lion 2 : L'Honneur de la tribu
- Titre québécois : Le Roi lion 2 : La Fierté de Simba
- Réalisation : Rob LaDuca
- Co-réalisation : Darrell Rooney
- Scénario : Flip Kobler et Cindy Marcus, d’après une histoire de Jenny Wingfield, Linda Voorhees, Gregory Poirier, Bill Motz, Bob Roth, Mark McCorkle, Robert Schooley et Jonathan Cuba
- Montage : Peter Lonsdale
- Musique : Nick Glennie-Smith
- Production : Jeannine Roussel
- Société de production : Walt Disney Home Video, Walt Disney Video Premiere, Walt Disney Television Animation
- Société de distribution : Buena Vista Home Entertainment
- Langue : anglais
- Durée : 78 minutes
- Dates de sortie :
  - États-Unis : 27 octobre 1998
  - France : 14 février 1999 ; 23 novembre 1999 (DVD)

## Distribution

### Voix originales
- Matthew Broderick : Simba
- Cam Clarke : Simba (chant)
- Neve Campbell : Kiara
- Liz Callaway : Kiara (chant)
- Jason Marsden : Kovu
- Gene Miller : Kovu (chant)
- Michelle Horn : Kiara enfant
- Charity Sanoy : Kiara enfant (chant)
- Ryan O'Donohue : Kovu enfant
- Suzanne Pleshette : Zira
- Nathan Lane : Timon
- Ernie Sabella : Pumbaa
- Andy Dick : Nuka
- Jennifer Lien : Vitani
- Lacey Chabert : Vitani enfant
- Robert Guillaume : Rafiki
- Moira Kelly : Nala
- Edward Hibbert : Zazu
- James Earl Jones : Mufasa
- Jim Cummings : Scar

### Voix françaises
- Emmanuel Curtil : Simba
- Aurélia Bruno : Kiara adulte[3]
- Brenda Hervé : Kiara adulte (chant[3])
- Kelly Marot : Kiara enfant
- Cédric Dumond : Kovu adulte
- Emmanuel Dahl : Kovu adulte (chant[4])
- Alexis Pivot : Kovu enfant
- Élisabeth Wiener : Zira
- Jean-Philippe Puymartin : Timon
- Michel Elias : Pumbaa
- Damien Boisseau : Nuka ado et adulte
- Ninou Fratellini : Vitani adulte
- Dorothée Pousséo : Vitani enfant
- Sybille Tureau : Nala
- Med Hondo : Rafiki
- Marcel Boungou : Rafiki (chant[4])
- Michel Prud'homme : Zazu
- Laurent Gamelon : Mufasa
- Guy Chapellier : Scar[4]
- François Mpondo : Soliste[4]

### Voix québécoises
- François Godin : Simba
- Luc Campeau : Simba (chant)
- Aline Pinsonneault : Kiara
- Marie-Josée Gagnon : Kiara (chant)
- Claudie-Laurie Corbeil : Kiara enfant
- Amélie Landry : Kiara enfant (chant)
- Martin Watier : Kovu
- Patrick Olafson-Hénault : Kovu (chant)
- Maxime Durand : Kovu enfant
- Carole Chatel : Zira
- Hélène Mondoux : Nala
- Sébastien Ventura : Timon
- Vincent Davy : Pumbaa
- Jacques Lavallée : Rafiki
- Carl Béchard : Zazu
- François Sasseville : Nuka
- Catherine Léveillé : Vitani
- Geneviève Déry : Vitani enfant
- Victor Désy : Mufasa
- Éric Gaudry : Scar
- Sylvain Cossette : Chanteur du début
- Martine St-Clair et Charles Biddle Jr : Chanteurs du générique

## Chansons du film
- Il vit en toi (He Lives in You) (Générique de début) - Soliste et Chœur
- Nous sommes un (We are One) ou Une famille au Québec - Simba et Kiara enfant
- Mon chant d'espoir (My Lullaby) ou Ma berceuse au Québec - Zira, Nuka et Vitani enfant
- À Upendi - Rafiki
- L'un des nôtres (One of Us) - Soliste et Chœur (Animaux de la savane)
- L'Amour nous guidera (Love Will Find a Way) ou L'Amour saura gagner au Québec - Kiara et Kovu adultes
- He lives in You (Générique de fin) - Soliste (Tina Turner en VO)
- À Upendi (In Upendi) (Générique de fin) - Wes
- L'Amour saura gagner au Québec (Générique de fin) - Solistes

## Autour du film
- Dans cette suite, on retrouve la plupart des personnages du premier film, ainsi que quelques nouveaux protagonistes.
- Tout comme Le Roi lion s'est en partie inspiré d'Hamlet de William Shakespeare, Le Roi lion 2 s'inspire en partie d'une autre pièce du même auteur, Roméo et Juliette. En effet, la suite du premier film raconte l'histoire de deux familles rivales : les habitants de la Terre des Lions (Pridelanders en VO) et les habitants des Terres Interdites (Outlanders en VO). Après avoir sympathisé pendant leur enfance, Kiara (la fille de Simba et de Nala) et Kovu (le fils adoptif de Scar et peut-être biologique de Zira) se retrouvent à la fin de leur adolescence et tombent amoureux malgré la haine qui oppose leurs familles respectives.
- Au début du film, Rafiki donne l'onction à Kiara après l'avoir présentée aux animaux de la savane et non avant ainsi qu'il l'avait fait pour Simba.
- En raison du décès de Madge Sinclair survenu avant que la production du film n'ait commencé, Sarabi n'apparaît pas dans cette suite.
- Rowan Atkinson, qui fait la voix de Zazu dans le premier film, a été remplacé par Edward Hibbert.
- C'est le seul film de la franchise où Timon et Pumbaa ne chantent pas ou ne sont présents dans aucune de ces chansons.
- Au moment de la chanson L'Un des nôtres, Kovu regarde l'eau de la mare, et il voit son reflet se changer pour devenir Scar, son père adoptif (et oncle paternel de Simba) : c'est un caméo qui fait référence au premier film, quand Simba voit son reflet dans l'eau se changer en Mufasa juste avant de reprendre sa place.
- En anglais, un groupe d'animaux porte un nom bien particulier selon l'animal. Par exemple, un groupe de hiboux s'appelle un parlement, un groupe de corbeaux s'appelle un meurtre, un groupe d'hippopotames s'appelle un tonnerre et un groupe d'aigles s'appelle une convocation. Un banc de poissons s'appelle une school et un groupe d'ours s'appelle une sleuth. Un groupe de lions s'appelle une pride, qui signifie également "fierté". Il y a donc un jeu de mots dans le titre original, "Simba's pride", qui peut autant se traduire par "La fierté de Simba" que par "La tribu de Simba". Les traducteurs ont réglé le problème avec le titre "L'honneur de la tribu".
- Dans la version française, Laurent Gamelon remplace Jean Reno pour faire la voix de Mufasa. Cependant, Reno assurera à nouveau la voix du personnage dans le remake de 2019.

## Titre en différentes langues
- Albanais : Mbreti luan 2
- Allemand : Der König der Löwen 2 – Simbas Königreich
- Anglais : The Lion King II: Simba's Pride
- Arabe : الأسد الملك II: عهد سِمبا (Āl-ʾased āl-mālik II: ʿhad Symbā)
- Bulgare : Цар лъв 2: Гордостта на Симба (Tsar lŭv 2: Gordostta na Simba)
- Chinois : 狮子王2：辛巴的荣耀 (Shīzi Wáng 2: Xīnbā de Róngyào)
- Coréen : 라이온 킹 2 (Raion King 2)
- Espagnol : El rey león II: El tesoro de Simba
- Espéranto : La Leona Reĝo 2: La Gento de Simba
- Finnois : Leijonakuningas 2 – Jylhäkallion ylpeys
- Géorgien : მეფე ლომი 2 (Mep'e lomi 2)
- Grec : Ο Βασιλιάς των Λιονταριών 2: Το Βασίλειο του Σίμπα (O Vasiliás ton Liondarión 2: To Vasílio tu Símba : « Le Roi des lions 2 : Le Royaume de Simba »)
- Hébreu : מלך האריות 2: מלכות סימבה (Melek Ha'arayot 2: Malakot Symbe)
- Hongrois : Az Oroszlánkirály 2 – Szimba büszkesége
- Islandais : Konungur Ljónanna 2
- Italien : Il re leone II: il regno di Simba
- Japonais : ライオン・キング2 シンバズ・プライド (Raion Kingu 2 Shinbazu Puraido)
- Néerlandais : De Leeuwenkoning II: Simba's trots
- Norvégien : Løvenes konge II - Simbas stolthet
- Polonais : Król Lew II: Czas Simby
- Portugais : O Rei Leão 2: O Reino de Simba
- Russe : Король Лев 2: Гордость Симбы (Korol’ Lev 2: Gordost’ Simby)
- Suédois : Lejonkungen 2 - Simbas Skatt
- Turc : Aslan Kral 2 - Simba'nın Onuru